# Кумертау – Ішимбай
Кумертау – Ішимбай – газопровід у Башкортостані.
В 1961 році на півдні Башкортостану почалась розробка розташованого за кілька кілометрів від міста Кумертау Канчурінського газового родовища. В самому Кумертау споживачем його продукції стала Кумертауська ТЕЦ, проте основний обсяг продукції видали по газопроводу Кумертау – Ішимбай довжиною 78 кілометрів, що мав діаметр 720 мм та був розрахований на робочий тиск у 5,5 МПа. Невдовзі трубопровід також задіяли для перекачування супутнього газу, який отримували під час розробки виявлених в районі Кумертау нафтових покладів.
У Ішимбаї існувала можливість передачі ресурсу до трубопроводу Ішимбай – Магнітогорськ, а з другої половини 1960-х – також до трубопроводу Ішимбай – Уфа. В районі самого Ішимбаю великими споживачами природного газу стали підприємства міста Салават – нафтопереробний завод, Салаватська ТЕЦ,  Ново-Салаватська ТЕЦ (з другої половини 1960-х).
Наприкінці 1960-х з’явилась можливість транспортувати по ділянці Кумертау – Ішимбай блакитне паливо, яке подали з південного напрямку по газопроводу Совхозне – Канчурінське (спершу це був ресурс невеликого Совхозного родовища, а потім унікального Оренбурзького родовища).  
У 1970-х роках випрацьоване Канчурінське родовище перетворили на підземне сховище газу, потреби якого визначають режим використання ділянки Кумертау – Ішимбай. При цьому можливо відзначити, що ще з другої половини 1960-х через реверсовану систему Магнітогорськ – Ішимбай почалась подача блакитного палива узбецького (наразі поставки припинені) та західносибірського походження.